# Mac Ahlberg
Pour les articles homonymes, voir Ahlberg.
Mac Ahlberg est un directeur de la photographie, réalisateur et scénariste suédois, né le 12 juin 1931 à Stockholm et mort le 26 octobre 2012 à Cupra Marittima en Italie.

## Biographie
D'abord cameraman assistant, il devient directeur de la photographie, puis passe à la réalisation au milieu des années 1960. 
Il s'oriente vers l'érotisme et propose des adaptations des romans Mémoires de Fanny Hill, femme de plaisir de l’écrivain anglais John Cleland et de Nana de Zola.
Il passe à la pornographie. Pour Porr i skandalskolan, il fait venir en Europe Brigitte Maier qui deviendra la compagne et l'actrice fétiche de Lasse Braun. Il fait de sa compatriote Marie Forså la vedette de ses quatre films suivants dans lesquels on retrouve aussi la danoise Anne Bie Warburg, la québécoise Jacqueline Laurent et l'américain Harry Reems. Il signe souvent ses films du pseudonyme de Bert Torn.
En 1979, il tourne un film aux États-Unis. Il y poursuit ensuite sa carrière comme directeur de la photographie pour le cinéma et la télévision.

## Filmographie

### Comme réalisateur
- 1965 : Moi, une femme (Jeg - en kvinda), avec Essy Persson et Preben Mahrt
- 1967 : Le Marquis sadique (da) (Jeg - en marki), avec Gabriel Axel et Jeanne Darville
- 1968 : Moi, une femme 2 (sv) (Jag - en kvinda II), avec Gio Petré et Lars Lunøe
- 1968 : Fanny Hill (sv), avec Diana Kjær et Hans Ernback
- 1970 : Je suis une femme, je veux un homme (da) (3 slags kærlighed), avec Gunbritt Öhrström, Inger Sundh et Klaus Pagh
- 1970 : Poupée d'amour (Nana), avec Anna Gaël et Gillian Hills
- 1974 : La Cavaleuse au corps chaud (sv) ou Le Tour du monde de Fanny Hill (Jorden runt med Fanny Hill), avec Shirley Corrigan et Christina Lindberg
- 1974 : Allez les filles (sv) (Porr i skandalskolan), avec Rune Hallberg, Teresa Svensson et Brigitte Maier
- 1974 : Les Expériences sexuelles de Flossie (Flossie), réalisé sous le pseudonyme Bert Torn, avec Marie Forså, Jack Frank et Anita Ericsson
- 1975 : Flossie, Justine et les Autres (Justine och Juliette), réalisé sous le pseudonyme Bert Torn, avec Marie Forså, Anne Bie Warburg, Brigitte Maier, Harry Reems et Bent Warburg
- 1976 : Bel-Ami, l'Emprise des caresses (Bel Ami), réalisé sous le pseudonyme Bert Torn, avec Marie Forså, Anne Bie Warburg, Harry Reems, Jacqueline Laurent, Christa Linder et Bent Warburg
- 1977 : Molly, l'ingénue perverse (sv) (Molly - familjeflickan), réalisé sous le pseudonyme Bert Torn, avec Marie Forså, Chris Chittell, Eva Axen et Anne Magle
- 1979 : Hoodlums, avec Nai Bonet, Tony Page, Vicki Sue Robinson, Raymond Serra et Douglas Kerr

### Comme scénariste
- 1968 : Fanny Hill, d'après le roman Mémoires de Fanny Hill, femme de plaisir (Fanny Hill, or Memoirs of a Woman of Pleasure) de John Cleland
- 1970 : Poupée d'amour (Nana), d'après le roman Nana d'Émile Zola
- 1974 : La cavaleuse au corps chaud ou Le Tour du monde de Fanny Hill (Jorden runt med Fanny Hill)
- 1974 : Allez les filles (Porr i skandalskolan)
- 1974 : Les Expériences sexuelles de Flossie (Flossie)
- 1975 : Flossie, Justine et les Autres (Justine och Juliette)
- 1976 : Bel-Ami, l'Emprise des caresses (Bel Ami), d'après le roman Bel-Ami de Guy de Maupassant
- 1977 : Molly, l'ingénue perverse (Molly)

### Comme directeur de la photographie
- 1959 : Åke och hans värld (TV)
- 1961 : Gäst hos verkligheten (TV)
- 1965 : Les Chattes (Kattorna)
- 1965 : Moi, une femme (Jag - en kvinna)
- 1966 : Ormen
- 1966 : Nattflyg (TV)
- 1966 : Prinsessan
- 1967 : Klavierkonzert Nr. 1 in b-moll von Peter J. Tschaikowsky (TV)
- 1967 : Jeg - en marki
- 1968 : Jag en kvinna, II - äktenskapet
- 1968 : Noces suédoises (Vindingevals)
- 1968 : Fanny Hill
- 1970 : 3 slags kærlighed
- 1974 : Porr i skandalskolan
- 1977 : Molly, l'ingénue perverse (Molly)
- 1981 : Hell Night
- 1982 : Tele Terror (The Seduction)
- 1982 : Parasite
- 1983 : My Tutor (en)
- 1983 : Les Anges du mal (Chained Heat)
- 1983 : Metalstorm: The Destruction of Jared-Syn
- 1983 : Young Warriors
- 1985 : The Dungeonmaster
- 1985 : Ghoulies
- 1985 : Prime Risk
- 1985 : Trancers
- 1985 : Re-Animator
- 1986 : Eliminators
- 1986 : House
- 1986 : Le Guerrier fantôme
- 1986 : Zone Troopers
- 1986 : Aux portes de l'au-delà (From Beyond)
- 1987 : Les Poupées (Dolls)
- 1987 : House 2 : la deuxième histoire (House II: The Second Story)
- 1988 : Prison
- 1988 : Les Années coup de cœur (The Wonder Years) (série télévisée)
- 1988 : Ghost Town
- 1989 : M.A.L., mutant aquatique en liberté (DeepStar Six)
- 1989 : Arena (en) de Peter Manoogian
- 1989 : House 3 (The Horror Show)
- 1989 : Shocker
- 1990 : Synthoïd 2030 (en) (Crash and Burn) (vidéo)
- 1990 : Robot Jox
- 1990 : Dream On (série télévisée)
- 1990 : Meridian : Le Baiser de la Bête (en) (vidéo)
- 1991 : L'embrouille est dans le sac (Oscar)
- 1992 : Nails (TV)
- 1992 : Innocent Blood
- 1993 : My Boyfriend's Back
- 1993 : Piège en eaux troubles (Striking Distance)
- 1994 : My Breast (TV)
- 1994 : Le Flic de Beverly Hills 3 (Beverly Hills Cop III)
- 1995 : La Tribu Brady (The Brady Bunch Movie) de Betty Thomas
- 1996 : Changement de décors (The Late Shift) (TV)
- 1996 : Les Nouvelles Aventures de la famille Brady (A Very Brady Sequel)
- 1996 : Space Truckers
- 1997 : The Second Civil War (TV)
- 1997 : Good Burger
- 1998 : It's True (série télévisée)
- 1998 : The Wonderful Ice Cream Suit
- 1999 : Can't Stop Dancing
- 2000 : Levottomat
- 2000 : M.Y.O.B. (série télévisée)
- 2001 : Horrorvision (vidéo)
- 2002 : Pulse Pounders
- 2002 : Groom Lake
- 2002 : Deathbed (vidéo)
- 2003 : Deadly Stingers
- 2003 : King of the Ants
- 2003 : Puppet Master: The Legacy (vidéo)
- 2004 : Dr. Moreau's House of Pain (vidéo)